# لي آدامز (فنان أداء)
لي آدامز (بالإنجليزية: Lee Adams)‏ هو فنان أداء بريطاني، ولد في 27 أغسطس 1970 في ليفربول في المملكة المتحدة.